# Trojizko-Safonowe
Trojizko-Safonowe (ukrainisch Троїцько-Сафонове; russisch Троицко-Сафоново Troizko-Safonowo) ist ein Dorf im Nordosten der ukrainischen Oblast Mykolajiw mit etwa 1300 Einwohnern (2001).
Das 1820 gegründete Dorf liegt am Ufer des Wyssun (Висунь) etwa 18 km südlich der ehemaligen Rajonhauptstadt Kasanka und etwa 140 km nordöstlich vom Oblastzentrum Mykolajiw. Die Stadt Krywyj Rih liegt etwa 60 km nordöstlich des Dorfes. Durch Trojizko-Safonowe verläuft die Territorialstraße T–15–12.
Am 29. September 2017 wurde das Dorf ein Teil der Siedlungsgemeinde Kasanka; bis dahin bildete es zusammen mit den Dörfern Losowe (Лозове) und Pawliwka (Павлівка) die Landratsgemeinde Trojizko-Safonowe (Троїцько-Сафонівська сільська рада/Trojizko-Safoniwska silska rada) im Zentrum des Rajons Kasanka.
Seit dem 17. Juli 2020 ist es ein Teil des Rajons Baschtanka.